# Кержаков, Александр Анатольевич
Алекса́ндр Анато́льевич Кержако́в (27 ноября 1982, Кингисепп, Ленинградская область) — российский футболист и тренер.
Лучший бомбардир в истории «Зенита» (162 гола). Заслуженный мастер спорта России (2007). С 2013 по 2025 год возглавлял список лучших бомбардиров в истории российского футбола (233 гола). Второй бомбардир в истории сборной России (30 голов).
Карьеру начинал в составе любительского клуба «Светогорец» из Светогорска Ленинградской области. С 2001 по 2006 год выступал в «Зените», затем стал победителем Кубка УЕФА в составе испанской «Севильи». В 2008 году вернулся в Россию, провёл два сезона в рядах московского «Динамо», с 2010 года вновь являлся игроком «Зенита», за который в конечном итоге провёл совокупно 12 сезонов.

## Детство
Александр Кержаков родился 27 ноября 1982 года в городе Кингисеппе Ленинградской области. Отец Анатолий Рафаилович Кержаков в молодости играл в футбол за команду второй лиги «Химик» (Дзержинск). Мать — Татьяна Вениаминовна. Александр был первым ребёнком в семье — у него есть младший брат Михаил, также профессиональный футболист, вратарь, семикратный чемпион России.
Первым тренером Кержакова был отец, который, по словам младшего брата, вкладывал все силы в него, занимался с ним целенаправленно, считая, что «у Саши другого выбора, кроме как стать футболистом, по сути, не было». Затем Кержаков был принят в СДЮСШОР «Зенит» и в порядке исключения в 11 лет поселен в интернате. Тренировался у Сергея Романова.
В 1996 году Кержаков и другие ученики его спортшколы получили в подарок билеты на проходившую в Санкт-Петербурге переигровку за звание чемпиона России между московским «Спартаком» и владикавказской «Аланией». Кержаков и его товарищи продали билеты с рук возле стадиона перед матчем. Вырученных денег Кержакову хватило «на пару хот-догов, и ещё немножко осталось». Позже Кержаков рассказал тележурналисту Василию Уткину, что тогда, увидев Уткина, чуть было не продал билет ему.
После окончания СДЮШОР «Зенит» начал выступать за любительскую команду «Светогорец» из города Светогорск Ленинградской области, которую возглавил Владимир Казачёнок, бывший завуч зенитовской школы. В начале 2000 года Кержаков был признан лучшим нападающим предсезонного турнира на призы петербургской спортивной газеты «Северный Форум». В сезоне-2000 забил 13 голов в 16 матчах за «Светогорец», выигравший Первенство КФК (МРО «Северо-Запад») сезона 2000 года.

## Профессиональная карьера

### «Зенит»

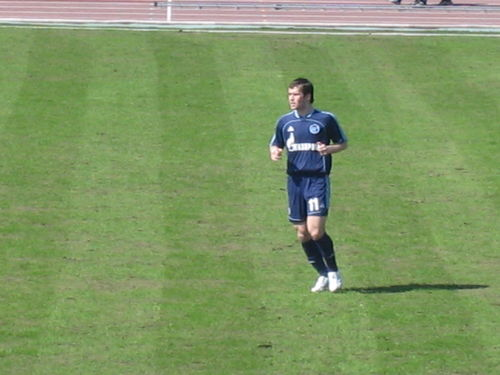
В составе «Зенита» в 2006 году

В конце 2000 года по рекомендации Казаченка главный тренер «Зенита» Юрий Морозов пригласил Кержакова в «Зенит», где он дебютировал 10 марта 2001 года в матче 1-го тура чемпионата России с «Ротором» в Волгограде (0:0) — вышел в основном составе и отыграл 90 минут. Первый гол за «Зенит» забил в своём 13-м матче — в ворота московского «Спартака» (2:1) 30 июня 2001 года, сравняв счёт.
В основной состав «Зенита» пробился почти сразу же, уже в 2001 году попав в список 33-х лучших футболистов России. Это ему удавалось 5 лет подряд. Кроме того, в дебютный сезон Кержаков стал бронзовым призёром чемпионата России. В 2002 году был признан лучшим молодым игроком премьер-лиги и принял участие в чемпионате мира в Японии и Корее. В 2003 году Кержаков стал серебряным призёром чемпионата России. В 2004 году забил 18 голов в премьер-лиге, став лучшим бомбардиром турнира. Был одним из лучших игроков клуба в еврокубках. Забил несколько важных мячей, в том числе и испанской «Севилье», которая захотела его приобрести.

### «Севилья»
28 декабря 2006 года Кержаков подписал контракт с испанским клубом «Севилья» на 5,5 лет. Трансфер обошёлся в 5 миллионов евро, а после успеха в Кубке УЕФА испанцы доплатили ещё 1 миллион евро. Партнёрами Кержакова по атаке стали Луис Фабиано и Фредерик Кануте. Он сыграл свой первый матч 14 января 2007 года и забил первый гол 28 января 2007 года в матче против «Леванте». 5 апреля в первом четвертьфинальном матче Кубка УЕФА против английского «Тоттенхэм Хотспур» Кержаков забил победный гол на 36-й минуте. Завоевал в составе клуба бронзовые медали чемпионата Испании, Кубок Испании и Кубок УЕФА 2006/2007.
После ухода Хуанде Рамоса в «Тоттенхэм Хотспур» в октябре 2007 года главным тренером «Севильи» стал Маноло Хименес. Кержаков стал получать меньше игрового времени, всё чаще оставался в запасе. Кержаковым интересовались «Тоттенхэм», «Манчестер Юнайтед» и «Пари Сен-Жермен». Однако, в интервью газете «Спорт-Экспресс» 30 января 2008 года Кержаков заявил, что он останется в «Севилье». За это время Александр сыграл ещё в 21 матче и забил 4 гола.

### «Динамо» (Москва)

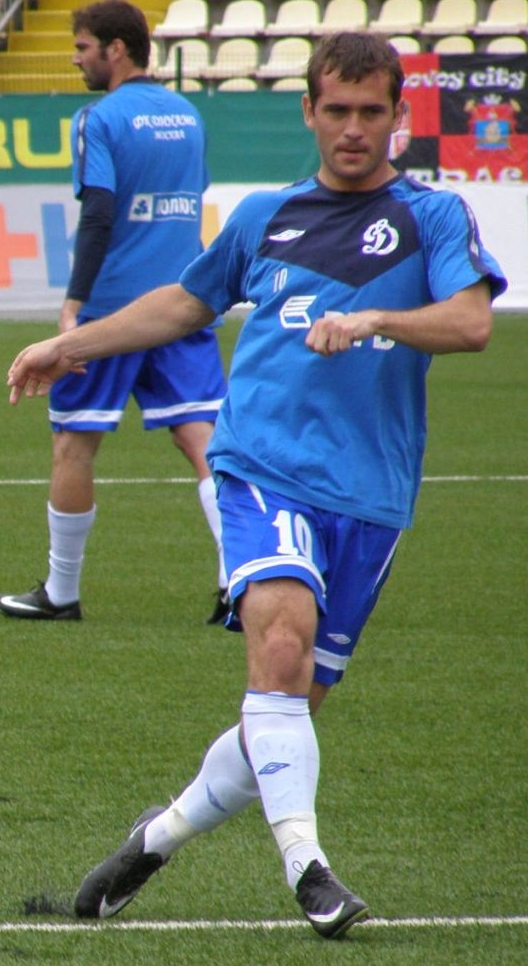
В составе московского «Динамо»

В 2008 году Кержаков вернулся в Россию — в московское «Динамо», возглавляемое Андреем Кобелевым, с которым он вместе выступал за «Зенит» в 2001 году. Сумма трансфера составила 8 миллионов евро. Свой первый мяч за «Динамо» забил в 6-м туре чемпионата России против ФК «Москва» (1:1). Первый сезон получился у Кержакова не слишком результативным: в 27 матчах он забил 7 мячей, но его игра помогла завоевать бронзовые медали.
В чемпионате России 2009 результативность Кержакова была выше: в 24 матчах он забил 12 голов. Свой первый гол он забил в 1-м туре против «Москвы». Этот гол также стал первым голом нового сезона. Также Кержаков провёл за «Динамо» два матча в Лиге чемпионов (квалификационный раунд, против шотландского «Селтика») и два матча в Лиге Европы (квалификационный раунд, против болгарского ЦСКА), в которых забил один гол.

### Возвращение в «Зенит»

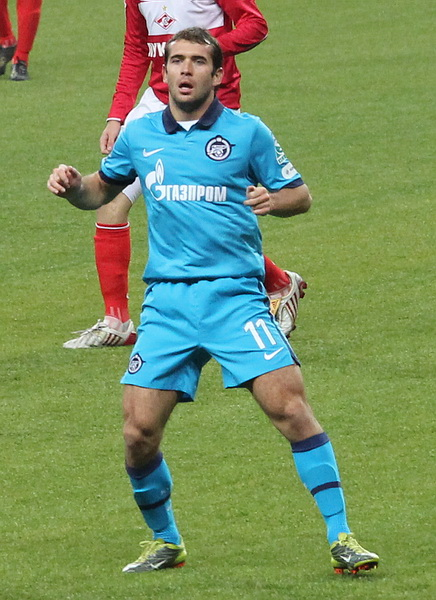
В составе «Зенита» в 2010 году

16 января 2010 года Кержаков вернулся в «Зенит», подписав контракт на 4 года. Сумма трансфера составила 6,5 миллиона евро, что на 1,5 миллиона меньше, чем заплатил «Динамо» двумя годами ранее.
17 августа в матче с «Осером» забил сотый гол за «Зенит». В первом матче «Зенита» в Лиге Европы 2010/2011 против «Андерлехта» уже в первом тайме сделал хет-трик, а через неделю в матче чемпионата России против «Сатурна» забил ещё три мяча. В первом же сезоне после возвращения выиграл кубок России и стал чемпионом России. Также был признан лучшим российским игроком чемпионата и попал в список 33-х лучших футболистов.
24 апреля 2011 года забил свой 79-й гол за «Зенит» в рамках чемпионата России, побив рекорд Льва Бурчалкина. 29 мая в матче против московского «Спартака» забил 100-й и 101-й мячи в чемпионате России. 28 августа в матче против «Краснодара» (5:0) сделал хет-трик. 6 мая 2012 года в матче против «Спартака» забил 100-й мяч за команду «Зенит» в рамках чемпионата России.
В последующих сезонах вновь стал главным голеадором «Зенита». Даже с приходом в команду бразильского нападающего Халка Кержаков не сел на скамейку запасных, вынудив тренеров отправлять бразильца на правый фланг атаки. 17 августа 2012 года продлил контракт с «Зенитом» сроком на 4 года с возможностью продления ещё на год. 23 сентября по дисциплинарным причинам был переведён в дублирующий состав «Зенита» вместе со своим одноклубником Игорем Денисовым, однако уже 28 сентября вернулся в основной состав.
«Кержаков — это игрок-личность, который в сложные моменты демонстрирует лучшие качества» — Лучано Спаллетти
24 октября 2012 года Кержаков забил двухсотый гол в карьере — им был реализован пенальти в ворота «Андерлехта». Этот мяч стал для него 25-м в еврокубках и 17-м забитым с пенальти.
С сезона 2013/14 Кержаков перестал считаться основным нападающим команды. Свою роль в этом сыграло назначение главным тренером «Зенита» португальского специалиста Андре Виллаш-Боаша, который уже по ходу дебютного сезона сделал несколько выговоров бомбардиру и даже отправил его в дублирующий состав. 28 сентября 2013 года Кержаков, забив гол в ворота «Спартака», стал лучшим бомбардиром в истории российского футбола (208 голов). Кержаков побил рекорд Олега Веретенникова (207 голов).
В феврале 2015 года появились слухи, что Кержаков может быть арендован московским «Локомотивом», но сам игрок эту информацию опроверг. В начале июля того же года в СМИ появилось информация о том что Кержаков может перебраться в ташкентский «Локомотив» из Узбекистана. 7 августа 2015 года Кержаков был заявлен за «Зенит-2», выступающий в ФНЛ, с возможностью выступать и за «Зенит» в РФПЛ. С лета не попадал в основной состав клуба по решению Виллаш-Боаша, ему было запрещено тренироваться на базе клуба. Поддерживал форму в медицинском центре московского «Локомотива». В ноябре 2015 года было объявлено, что Кержаков станет одним из ведущих на канале «Матч ТВ», однако позже футболист заявил, что он не стал журналистом и готовится зимой 2016 года уехать в аренду, чтобы иметь шанс попасть в заявку сборной на Евро-2016.
13 июля 2017 года президент «Зенита» Сергей Фурсенко подтвердил, что Кержаков завершил игровую карьеру. 6 августа на стадионе «Санкт-Петербург» перед матчем 4-го тура чемпионата России против «Спартака» (5:1) состоялись торжественные проводы Кержакова.

#### Аренда в «Цюрих»
18 декабря 2015 года заключил арендное соглашение со швейцарским «Цюрихом» до конца сезона. Дебютировал за клуб 7 февраля в матче чемпионата Швейцарии против «Сьона» (0:1). Через неделю в матче против «Люцерна» (2:1) забил победный гол. 2 марта в полуфинальном матче Кубка Швейцарии против «Сьона» (3:0) забил два мяча. Кержаков в составе «Цюриха» стал победителем Кубка Швейцарии, однако клуб вылетел из высшей швейцарской лиги.

### Карьера в сборной

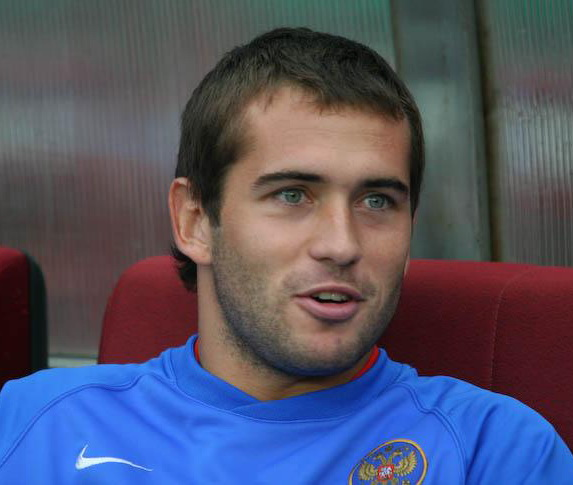
Александр Кержаков в сборной России

В 2002 году Олег Романцев пригласил 19-летнего Кержакова в сборную России. Дебют футболиста в национальной команде состоялся в товарищеском матче со сборной Эстонии в Таллине 27 марта 2002 года (1:2). Зенитовец на 46-й минуте вступил в игру вместо Владимира Бесчастных.
На чемпионате мира 2002 года в Японии и Южной Корее Кержаков сыграл 7 минут, заменив Валерия Карпина в игре с бельгийцами, которым сборная проиграла со счётом 2:3 и не смогла выйти в плей-офф. Первый гол за сборную Кержаков забил уже при тренере Валерии Газзаеве в товарищеском матче со шведами 21 августа 2002 года (1:1).
В квалификации к Евро-2004 Кержаков забил два гола и принял участие в финальном турнире, где провёл одну игру (против Португалии). Принимал участие в квалификации к чемпионату мира 2006.
В квалификации к Евро-2008 Кержаков был лучшим бомбардиром сборной России (6 голов). Был одним из кандидатов для поездки на финальный турнир, но Гус Хиддинк не взял его из-за низкой результативности в «Динамо». За весь 2008 год Кержаков не провёл ни одного матча за сборную.
Спустя год вновь был вызван в сборную на отборочные игры к чемпионату мира 2010. В матче против Финляндии забил два мяча. 18 ноября 2009 года в стыковом матче против Словении при счёте 0:1 вышел на замену после первого тайма. На 66-й минуте Кержаков в попытке замкнуть прострел с фланга угодил ногой во вратаря Хандановича. Норвежский арбитр Терье Хауге трактовал эпизод как намеренную грубость со стороны россиянина, предъявив ему красную карточку. В итоге Кержаков был дисквалифицирован на два матча.
Отбыв дисквалификацию, Кержаков получил вызов на матчи отборочного раунда Евро-2012. В матчах против Ирландии и Македонии забил по голу. В финальном турнире был основным нападающим сборной, однако заменялся в каждом из матчей. Согласно материалу сайта УЕФА, 8 июня Кержаков обновил антирекорд финальной стадии чемпионатов Европы, нанеся семь неточных ударов в матче с Чехией.
Во втором матче отборочного цикла чемпионата мира 2014 забил в гостях два гола в ворота сборной Израиля (4:0). В следующем матче гол Кержакова принёс победу России над сборной Португалии со счётом 1:0. По итогам отборочного турнира Кержаков стал лучшим бомбардиром сборной России — 5 голов.
Автор первого гола сборной России в финальной стадии чемпионата мира 2014 года в Бразилии: на 74-й минуте в стартовом поединке турнира против сборной Республики Корея Кержаков забил гол, установив итоговый счёт матча 1:1.
3 сентября 2014 года в товарищеском матче против Азербайджана забил два гола, тем самым став лучшим бомбардиром в истории сборной России. В 2015 году Александр довёл число голов за сборную до 30. Позже рекорд Кержакова в товарищеском матче против Гренады 19 марта 2025 года побил Артём Дзюба.

## Тренерская карьера
13 июля 2017 года Кержаков был назначен координатором юношеских команд «Зенита». Поступил в Высшую школу тренеров. 15 марта 2018 года был назначен старшим тренером юношеской сборной России (до 17 лет), контракт был подписан до конца 2019 года.
24 сентября 2020 года начал клубную тренерскую карьеру, возглавив клуб ФНЛ «Томь», шедший на последнем месте в турнирной таблице. Команда по итогам первенства заняла 18-е место и осталась в ФНЛ только по решению КДК о переводе «Чайки» в ПФЛ, а Кержаков покинул занимаемый пост.
17 июня 2021 года подписал контракт с клубом «Нижний Новгород», вышедшим в Премьер-лигу. 1 июня 2022 года Кержаков покинул команду по истечении контракта. Под его руководством нижегородцы заняли 11-е место в турнирной таблице и выполнили задачу по сохранению места в Премьер-лиге.
8 февраля 2023 года был назначен главным тренером клуба высшей лиги Кипра «Кармиотисса», однако уже 1 апреля 2023 года покинул команду.
В июне 2023 года возглавил «Спартак» из Суботицы, выступающий в высшем дивизионе Сербии. В первом официальном матче под руководством Кержакова 29 июля «Спартак» обыграл ИМТ 2:1. 13 ноября 2023 года Кержаков и клуб расторгли контракт. На тот момент клуб находился на 11-м месте в турнирной таблице и за период работы Кержакова одержал 5 побед.
29 мая 2024 года был назначен главным тренером казахстанского «Кайрата». Был признан лучшим тренером июля в чемпионате Казахстана. 3 сентября клуб объявил о расторжении контракта по обоюдному согласию. Кержаков заявил, что он подал в отставку, отметив при этом, что «для меня как для главного тренера есть ситуации, которые я считаю недопустимыми и непозволительными в работе». Спустя два месяца, «Кайрат» стал чемпионом Казахстана.

## Личная жизнь и внефутбольная деятельность
В феврале 2005 года женился на студентке Санкт-Петербургского университета экономики и финансов Марии Головой. В 2005 году у пары родилась дочь Дарья. В 2010 году супруги развелись.
В 2010 году у Кержакова начались отношения с Екатериной Сафроновой, бывшей супругой хоккеиста Кирилла Сафронова (у Сафроновой от брака с хоккеистом была уже пятилетняя дочь Софья). Кержаков и Сафронова не регистрировали свои отношения. В 2013 году у пары родился сын Игорь. В 2014 году Кержаков подал в суд на Сафронову с требованием лишения её права в воспитании их общего сына. В октябре 2014 года суд лишил Сафронову родительских прав.
27 июня 2015 года женился на Милане Тюльпановой, дочери сенатора Вадима Тюльпанова, которая взяла фамилию мужа. 10 апреля 2017 родился сын Артемий. 13 мая 2018 Милана объявила о разрыве отношений. 23 апреля 2019 года супруги развелись. Сын остался с Тюльпановой. Кержаков должен будет выплачивать ей алименты — шестую часть дохода.
В 2022 году женился в третий раз — на Евгении Ледащевой.
Болен хроническим тонзиллитом, из-за чего неоднократно переносил ангину.
Автомобили
Первым автомобилем Кержакова был ВАЗ-2106 — на нём футболист учился водить. В 2006 году был угнан принадлежавший Кержакову BMW X5, который милиция нашла спустя примерно три года, но только летом 2011 года Кержакову передали, что машина ждёт его в Черкесске, причём к этому времени автомобиль был не пригоден для езды и восстановлению не подлежал. Такую задержку Кержакову объяснили в милиции тем, что всё это время не могли с ним связаться. Однажды прошёл тест-драйв на автомобиле марки Lotus для телепередачи.
Музыка
Предпочитает русский рок. Своей любимой рок-группой называет «Ленинград» Сергея Шнурова.
Книги
В конце 2002 года в Санкт-Петербурге была издана первая автобиографическая книга Александра Кержакова под названием «До 16 и старше». В начале 2017 года вышла вторая автобиография — «Лучший».
Бизнес
В 2005 году Кержаков занялся ресторанным бизнесом и открыл два кафе русской кухни под одним названием «Лукоморье» на Петроградской стороне и у метро «Чёрная речка». Уезжая в «Севилью», футболист передал бизнес родителям и партнёрам.
Учёба
В 2006 году окончил тренерский факультет университета имени Лесгафта.
В 2010 году поступил в Санкт-Петербургский государственный инженерно-экономический университет (ИНЖЭКОН).
Телевидение и кино
25 декабря 2010 года принял участие в юмористической передаче «Прожекторперисхилтон». В 2010 году снялся в роли самого себя в фильме «Выкрутасы».
Политика
6 февраля 2012 года был официально зарегистрирован как доверенное лицо (всего их 499) кандидата в Президенты РФ президента Владимира Путина.
Благотворительность
В мае 2015 года Кержаковым и предпринимателем Иваном Никифоровым был учрежден благотворительный фонд «Звезды детям».
В 2017 году Александр Кержаков стал послом международного детского форума «Футбол для дружбы», а также посетил Чемпионат мира по «Футболу для дружбы», в рамках которого выбрал пять лучших голов юных футболистов. В 2018 году Кержаков снова принял участие в программе «Футбол для дружбы», где вручил кубок победителям финального матча Чемпионата мира по «Футболу для дружбы».
Отъезд из России
Решение об отъезде из России было принято Кержаковым осенью 2022 года. Он заявил, что уехать из страны его побудила тяжёлая ситуация в России, которая сложилась осенью, что он ежедневно читал новости, а потом к нему «пришло осознание масштабности всего, что происходит». После этого он и его супруга поняли, что нужно уезжать. Кержаков признался в том, что испытывает страх от происходящего.

## Достижения и рекорды

### Командные
«Светогорец»
- Победитель Первенства России среди КФК: 2000 (МРО «Северо-Запад»)

«Зенит»
- Чемпион России (3): 2010, 2011/12, 2014/15
- Серебряный призёр чемпионата России: 2003, 2012/13, 2013/14
- Бронзовый призёр чемпионата России: 2001, 2016/17
- Обладатель Кубка России: 2009/10
- Обладатель Суперкубка России: 2016

«Севилья»
- Обладатель Кубка УЕФА: 2006/07
- Обладатель Кубка Испании: 2006/07
- Обладатель Суперкубка Испании: 2007

«Динамо»
- Бронзовый призёр чемпионата России: 2008

«Цюрих»
- Обладатель Кубка Швейцарии: 2015/16

### Личные
- Лучший бомбардир чемпионата России: 2004.
- В списках 33 лучших футболистов чемпионата России (9): № 1 (2002, 2003, 2004, 2010, 2011/12), № 2 (2009), № 3 (2001, 2005, 2012/13).
- Футболист года в России по версии РФС: 2010[83].
- Лучший молодой футболист российской премьер-лиги (лауреат премии «Первая пятёрка»): 2002.
- Член Клуба Григория Федотова (2006).
- Член (с 2006) Клуба 100 российских бомбардиров (лидер с 2013 по 2025).
- Член Клуба Игоря Нетто (2009).
- Заслуженный мастер спорта России (2007).
- «ТОП 50. Самые знаменитые люди Петербурга»: 2006[84]

## Статистика выступлений

### Клубная
| Клуб             | Сезон            | Лига | Лига | Кубки | Кубки | Еврокубки | Еврокубки | Итого | Итого |
| Клуб             | Сезон            | Игры | Голы | Игры  | Голы  | Игры      | Голы      | Игры  | Голы  |
| ---------------- | ---------------- | ---- | ---- | ----- | ----- | --------- | --------- | ----- | ----- |
| Зенит (С-Пб)     | 2001             | 28   | 6    | 2     | 1     | —         | —         | 30    | 7     |
| Зенит (С-Пб)     | 2002             | 29   | 14   | 5     | 1     | 2         | 2         | 36    | 17    |
| Зенит (С-Пб)     | 2003             | 27   | 13   | 2     | 3     | —         | —         | 29    | 16    |
| Зенит (С-Пб)     | 2004             | 29   | 18   | 2     | 5     | 7         | 6         | 38    | 29    |
| Зенит (С-Пб)     | 2005             | 25   | 7    | 5     | 1     | 8         | 3         | 38    | 11    |
| Зенит (С-Пб)     | 2006             | 21   | 6    | 7     | 5     | 6         | 4         | 34    | 15    |
| Зенит (С-Пб)     | Итого            | 159  | 64   | 23    | 16    | 23        | 15        | 205   | 95    |
| Севилья          | 2006/07          | 15   | 5    | 5     | 0     | 8         | 2         | 28    | 7     |
| Севилья          | 2007/08          | 11   | 3    | 4     | 0     | 6         | 1         | 21    | 4     |
| Севилья          | Итого            | 26   | 8    | 9     | 0     | 14        | 3         | 49    | 11    |
| Динамо (Москва)  | 2008             | 27   | 7    | 2     | 1     | —         | —         | 29    | 8     |
| Динамо (Москва)  | 2009             | 24   | 12   | 2     | 2     | 4         | 1         | 30    | 15    |
| Динамо (Москва)  | Итого            | 51   | 19   | 4     | 3     | 4         | 1         | 59    | 23    |
| Зенит (С-Пб)     | 2010             | 28   | 13   | 3     | 0     | 5         | 4         | 36    | 17    |
| Зенит (С-Пб)     | 2011/12          | 32   | 23   | 3     | 0     | 7         | 1         | 42    | 24    |
| Зенит (С-Пб)     | 2012/13          | 23   | 10   | 2     | 0     | 8         | 1         | 33    | 11    |
| Зенит (С-Пб)     | 2013/14          | 19   | 6    | 1     | 0     | 11        | 3         | 31    | 9     |
| Зенит (С-Пб)     | 2014/15          | 14   | 3    | 1     | 0     | 6         | 1         | 21    | 4     |
| Зенит (С-Пб)     | 2015/16          | 0    | 0    | 0     | 0     | 0         | 0         | 0     | 0     |
| Зенит (С-Пб)     | 2016/17          | 14   | 1    | 1     | 0     | 3         | 1         | 18    | 2     |
| Зенит (С-Пб)     | Итого            | 130  | 56   | 11    | 0     | 40        | 11        | 181   | 67    |
| → Цюрих          | 2015/16          | 17   | 5    | 2     | 2     | 0         | 0         | 19    | 7     |
| → Цюрих          | Итого            | 17   | 5    | 2     | 2     | 0         | 0         | 19    | 7     |
| Всего за карьеру | Всего за карьеру | 383  | 152  | 49    | 21    | 81        | 30        | 513   | 203   |

### Сборная
| Россия | Россия | Россия |
| Год    | Игры   | Голы   |
| ------ | ------ | ------ |
| 2002   | 7      | 3      |
| 2003   | 8      | 0      |
| 2004   | 7      | 0      |
| 2005   | 10     | 4      |
| 2006   | 5      | 0      |
| 2007   | 7      | 6      |
| 2009   | 6      | 2      |
| 2010   | 2      | 2      |
| 2011   | 5      | 0      |
| 2012   | 11     | 5      |
| 2013   | 8      | 2      |
| 2014   | 11     | 5      |
| 2015   | 2      | 1      |
| 2016   | 1      | 0      |
| Всего  | 90     | 30     |

### Статистика в качестве главного тренера
| Клуб               | Начало работы         | Завершение работы    | Показатели | Показатели | Показатели | Показатели | Показатели | Показатели | Показатели | Показатели |
| Клуб               | Начало работы         | Завершение работы    | М          | В          | Н          | П          | МЗ         | МП         | РМ         | %          |
| ------------------ | --------------------- | -------------------- | ---------- | ---------- | ---------- | ---------- | ---------- | ---------- | ---------- | ---------- |
| Томь               | 24 сентября 2020 года | 15 мая 2021 года     | 28         | 10         | 6          | 12         | 27         | 31         | −4         | 035,71     |
| Нижний Новгород    | 17 июня 2021 года     | 1 июня 2022 года     | 33         | 10         | 9          | 14         | 28         | 42         | −14        | 030,30     |
| Кармиотисса        | 8 февраля 2023 года   | 1 апреля 2023 года   | 7          | 2          | 1          | 4          | 10         | 14         | −4         | 028,57     |
| Спартак (Суботица) | 17 июня 2023 года     | 13 ноября 2023 года  | 15         | 5          | 1          | 9          | 13         | 25         | −12        | 033,33     |
| Кайрат             | 29 мая 2024 года      | 3 сентября 2024 года | 12         | 6          | 3          | 3          | 22         | 12         | +10        | 050,00     |
| Итого              | Итого                 | Итого                | 95         | 33         | 20         | 42         | 100        | 124        | −24        | 034,74     |

### Матчи и голы за сборную России
| Матчи Кержакова за сборную России | Матчи Кержакова за сборную России | Матчи Кержакова за сборную России | Матчи Кержакова за сборную России | Матчи Кержакова за сборную России | Матчи Кержакова за сборную России |
| №                                 | Дата                              | Соперник                          | Счёт                              | Голы Кержакова                    | Турнир                            |
| --------------------------------- | --------------------------------- | --------------------------------- | --------------------------------- | --------------------------------- | --------------------------------- |
| 1                                 | 27 марта 2002                     | Эстония                           | 1:2                               | -                                 | Товарищеский матч                 |
| 2                                 | 17 мая 2002                       | Беларусь                          | 1:1                               | -                                 | Товарищеский матч                 |
| 3                                 | 19 мая 2002                       | Югославия                         | 1:1                               | -                                 | Товарищеский матч                 |
| 4                                 | 14 июня 2002                      | Бельгия                           | 2:3                               | -                                 | Финальные матчи ЧМ-2002           |
| 5                                 | 21 августа 2002                   | Швеция                            | 1:1                               | 1                                 | Товарищеский матч                 |
| 6                                 | 7 сентября 2002                   | Ирландия                          | 4:2                               | 1                                 | Отборочные матчи ЧЕ-2004          |
| 7                                 | 16 октября 2002                   | Албания                           | 4:1                               | 1                                 | Отборочные матчи ЧЕ-2004          |
| 8                                 | 12 февраля 2003                   | Кипр                              | 1:0                               | -                                 | Товарищеский матч                 |
| 9                                 | 13 февраля 2003                   | Румыния                           | 4:2                               | -                                 | Товарищеский матч                 |
| 10                                | 29 марта 2003                     | Албания                           | 1:3                               | -                                 | Отборочные матчи ЧЕ-2004          |
| 11                                | 30 апреля 2003                    | Грузия                            | 0:1                               | -                                 | Отборочные матчи ЧЕ-2004          |
| 12                                | 20 августа 2003                   | Израиль                           | 1:2                               | -                                 | Товарищеский матч                 |
| 13                                | 6 сентября 2003                   | Ирландия                          | 1:1                               | -                                 | Отборочные матчи ЧЕ-2004          |
| 14                                | 10 сентября 2003                  | Швейцария                         | 4:1                               | -                                 | Отборочные матчи ЧЕ-2004          |
| 15                                | 11 октября 2003                   | Грузия                            | 3:1                               | -                                 | Отборочные матчи ЧЕ-2004          |
| 16                                | 31 марта 2004                     | Болгария                          | 2:2                               | -                                 | Товарищеский матч                 |
| 17                                | 28 апреля 2004                    | Норвегия                          | 2:3                               | -                                 | Товарищеский матч                 |
| 18                                | 25 мая 2004                       | Австрия                           | 0:0                               | -                                 | Товарищеский матч                 |
| 19                                | 16 июня 2004                      | Португалия                        | 0:2                               | -                                 | Финальные матчи ЧЕ-2004           |
| 20                                | 18 августа 2004                   | Литва                             | 4:3                               | -                                 | Товарищеский матч                 |
| 21                                | 4 сентября 2004                   | Словакия                          | 1:1                               | -                                 | Отборочные матчи ЧМ-2006          |
| 22                                | 17 ноября 2004                    | Эстония                           | 4:0                               | -                                 | Отборочные матчи ЧМ-2006          |
| 23                                | 9 февраля 2005                    | Италия                            | 0:2                               | -                                 | Товарищеский матч                 |
| 24                                | 26 марта 2005                     | Лихтенштейн                       | 2:1                               | 1                                 | Отборочные матчи ЧМ-2006          |
| 25                                | 30 марта 2005                     | Эстония                           | 1:1                               | -                                 | Отборочные матчи ЧМ-2006          |
| 26                                | 4 июня 2005                       | Латвия                            | 2:0                               | -                                 | Отборочные матчи ЧМ-2006          |
| 27                                | 8 июня 2005                       | Германия                          | 2:2                               | -                                 | Товарищеский матч                 |
| 28                                | 17 августа 2005                   | Латвия                            | 1:1                               | -                                 | Отборочные матчи ЧМ-2006          |
| 29                                | 3 сентября 2005                   | Лихтенштейн                       | 2:0                               | 2                                 | Отборочные матчи ЧМ-2006          |
| 30                                | 7 сентября 2005                   | Португалия                        | 0:0                               | -                                 | Отборочные матчи ЧМ-2006          |
| 31                                | 8 октября 2005                    | Люксембург                        | 5:1                               | 1                                 | Отборочные матчи ЧМ-2006          |
| 32                                | 12 октября 2005                   | Словакия                          | 0:0                               | -                                 | Отборочные матчи ЧМ-2006          |
| 33                                | 1 марта 2006                      | Бразилия                          | 0:1                               | -                                 | Товарищеский матч                 |
| 34                                | 27 мая 2006                       | Испания                           | 0:0                               | -                                 | Товарищеский матч                 |
| 35                                | 16 августа 2006                   | Латвия                            | 1:0                               | -                                 | Товарищеский матч                 |
| 36                                | 7 октября 2006                    | Израиль                           | 1:1                               | -                                 | Отборочные матчи ЧЕ-2008          |
| 37                                | 11 октября 2006                   | Эстония                           | 2:0                               | -                                 | Отборочные матчи ЧЕ-2008          |
| 38                                | 24 марта 2007                     | Эстония                           | 2:0                               | 2                                 | Отборочные матчи ЧЕ-2008          |
| 39                                | 2 июня 2007                       | Андорра                           | 4:0                               | 3                                 | Отборочные матчи ЧЕ-2008          |
| 40                                | 6 июня 2007                       | Хорватия                          | 0:0                               | -                                 | Отборочные матчи ЧЕ-2008          |
| 41                                | 8 сентября 2007                   | Македония                         | 3:0                               | 1                                 | Отборочные матчи ЧЕ-2008          |
| 42                                | 12 сентября 2007                  | Англия                            | 0:3                               | -                                 | Отборочные матчи ЧЕ-2008          |
| 43                                | 17 октября 2007                   | Англия                            | 2:1                               | -                                 | Отборочные матчи ЧЕ-2008          |
| 44                                | 21 ноября 2007                    | Андорра                           | 1:0                               | -                                 | Отборочные матчи ЧЕ-2008          |
| 45                                | 10 июня 2009                      | Финляндия                         | 3:0                               | 2                                 | Отборочные матчи ЧМ-2010          |
| 46                                | 12 августа 2009                   | Аргентина                         | 2:3                               | -                                 | Товарищеский матч                 |
| 47                                | 5 сентября 2009                   | Лихтенштейн                       | 3:0                               | -                                 | Отборочные матчи ЧМ-2010          |
| 48                                | 9 сентября 2009                   | Уэльс                             | 3:1                               | -                                 | Отборочные матчи ЧМ-2010          |
| 49                                | 10 октября 2009                   | Германия                          | 0:1                               | -                                 | Отборочные матчи ЧМ-2010          |
| 50                                | 18 ноября 2009                    | Словения                          | 0:1                               | -                                 | Отборочные матчи ЧМ-2010          |
| 51                                | 8 октября 2010                    | Ирландия                          | 3:2                               | 1                                 | Отборочные матчи ЧЕ-2012          |
| 52                                | 12 октября 2010                   | Македония                         | 1:0                               | 1                                 | Отборочные матчи ЧЕ-2012          |
| 53                                | 9 февраля 2011                    | Иран                              | 0:1                               | -                                 | Товарищеский матч                 |
| 54                                | 26 марта 2011                     | Армения                           | 0:0                               | -                                 | Отборочные матчи ЧЕ-2012          |
| 55                                | 10 августа 2011                   | Сербия                            | 1:0                               | -                                 | Товарищеский матч                 |
| 56                                | 2 сентября 2011                   | Македония                         | 1:0                               | -                                 | Отборочные матчи ЧЕ-2012          |
| 57                                | 6 сентября 2011                   | Ирландия                          | 0:0                               | -                                 | Отборочные матчи ЧЕ-2012          |
| 58                                | 29 февраля 2012                   | Дания                             | 2:0                               | -                                 | Товарищеский матч                 |
| 59                                | 25 мая 2012                       | Уругвай                           | 1:1                               | 1                                 | Товарищеский матч                 |
| н/о                               | 29 мая 2012                       | Литва                             | 0:0                               | -                                 | Товарищеский матч                 |
| 60                                | 1 июня 2012                       | Италия                            | 3:0                               | 1                                 | Товарищеский матч                 |
| 61                                | 8 июня 2012                       | Чехия                             | 4:1                               | -                                 | Финальные матчи ЧЕ-2012           |
| 62                                | 12 июня 2012                      | Польша                            | 1:1                               | -                                 | Финальные матчи ЧЕ-2012           |
| 63                                | 16 июня 2012                      | Греция                            | 0:1                               | -                                 | Финальные матчи ЧЕ-2012           |
| 64                                | 7 сентября 2012                   | Северная Ирландия                 | 2:0                               | -                                 | Отборочные матчи ЧМ-2014          |
| 65                                | 11 сентября 2012                  | Израиль                           | 4:0                               | 2                                 | Отборочные матчи ЧМ-2014          |
| 66                                | 12 октября 2012                   | Португалия                        | 1:0                               | 1                                 | Отборочные матчи ЧМ-2014          |
| 67                                | 16 октября 2012                   | Азербайджан                       | 1:0                               | -                                 | Отборочные матчи ЧМ-2014          |
| 68                                | 14 ноября 2012                    | США                               | 2:2                               | -                                 | Товарищеский матч                 |
| 69                                | 6 февраля 2013                    | Исландия                          | 2:0                               | -                                 | Товарищеский матч                 |
| 70                                | 25 марта 2013                     | Бразилия                          | 1:1                               | -                                 | Товарищеский матч                 |
| 71                                | 7 июня 2013                       | Португалия                        | 0:1                               | -                                 | Отборочные матчи ЧМ-2014          |
| 72                                | 14 августа 2013                   | Северная Ирландия                 | 0:1                               | -                                 | Отборочные матчи ЧМ-2014          |
| 73                                | 6 сентября 2013                   | Люксембург                        | 4:1                               | 1                                 | Отборочные матчи ЧМ-2014          |
| 74                                | 10 сентября 2013                  | Израиль                           | 3:1                               | -                                 | Отборочные матчи ЧМ-2014          |
| 75                                | 11 октября 2013                   | Люксембург                        | 4:0                               | 1                                 | Отборочные матчи ЧМ-2014          |
| 76                                | 15 октября 2013                   | Азербайджан                       | 1:1                               | -                                 | Отборочные матчи ЧМ-2014          |
| 77                                | 5 марта 2014                      | Армения                           | 2:0                               | -                                 | Товарищеский матч                 |
| 78                                | 26 мая 2014                       | Словакия                          | 1:0                               | 1                                 | Товарищеский матч                 |
| 79                                | 31 мая 2014                       | Норвегия                          | 1:1                               | -                                 | Товарищеский матч                 |
| 80                                | 6 июня 2014                       | Марокко                           | 2:0                               | -                                 | Товарищеский матч                 |
| 81                                | 17 июня 2014                      | Республика Корея                  | 1:1                               | 1                                 | Финальные матчи ЧМ-2014           |
| 82                                | 22 июня 2014                      | Бельгия                           | 0:1                               | -                                 | Финальные матчи ЧМ-2014           |
| 83                                | 27 июня 2014                      | Алжир                             | 1:1                               | -                                 | Финальные матчи ЧМ-2014           |
| 84                                | 3 сентября 2014                   | Азербайджан                       | 4:0                               | 2                                 | Товарищеский матч                 |
| 85                                | 8 сентября 2014                   | Лихтенштейн                       | 4:0                               | -                                 | Отборочные матчи ЧЕ-2016          |
| 86                                | 12 октября 2014                   | Молдова                           | 1:1                               | -                                 | Отборочные матчи ЧЕ-2016          |
| 87                                | 18 ноября 2014                    | Венгрия                           | 2:1                               | 1                                 | Товарищеский матч                 |
| 88                                | 7 июня 2015                       | Беларусь                          | 4:2                               | 1                                 | Товарищеский матч                 |
| 89                                | 14 июня 2015                      | Австрия                           | 0:1                               | -                                 | Отборочные матчи ЧЕ-2016          |
| 90                                | 27 марта 2016                     | Литва                             | 3:0                               | -                                 | Товарищеский матч                 |

Итого по официальным матчам: 90 матчей / 30 голов; 47 побед, 25 ничьих, 18 поражений (без учёта товарищеского матча Россия 0:0 Литва 29 мая 2012).

### Хет-трики Кержакова
| Список хет-триков Кержакова | Список хет-триков Кержакова | Список хет-триков Кержакова | Список хет-триков Кержакова | Список хет-триков Кержакова | Список хет-триков Кержакова      | Список хет-триков Кержакова |
| №                           | Дата                        | Соперник                    | Счёт                        | Голы                        | Соревнование                     |                             |
| --------------------------- | --------------------------- | --------------------------- | --------------------------- | --------------------------- | -------------------------------- | --------------------------- |
| 1                           | 20 июля 2002 года           | Уралан                      | 3:3 (г)                     | 3                           | Чемпионат России 2002 года       |                             |
| 2                           | 24 августа 2003 года        | Уралан                      | 5:1 (д)                     | 3                           | Чемпионат России 2003 года       |                             |
| 3                           | 5 ноября 2003 года          | КАМАЗ                       | 6:2 (д)                     | 3                           | Кубок России 2003/2004           |                             |
| 4                           | 7 августа 2004 года         | Иртыш                       | 7:1 (д)                     | 5                           | Кубок России 2004/2005           |                             |
| 5                           | 21 октября 2004 года        | АЕК                         | 5:1 (д)                     | 3                           | Кубок УЕФА 2004/2005             |                             |
| 6                           | 2 июня 2007 года            | Андорра                     | 4:0 (д)                     | 3                           | Отборочные матчи ЧЕ-2008         |                             |
| 7                           | 16 сентября 2010 года       | Андерлехт                   | 3:1 (г)                     | 3                           | Лига Европы УЕФА 2010/2011       |                             |
| 8                           | 25 сентября 2010 года       | Сатурн                      | 6:1 (д)                     | 3                           | Чемпионат России 2010 года       |                             |
| 9                           | 28 августа 2011 года        | Краснодар                   | 5:0 (д)                     | 3                           | Чемпионат России 2011/2012 годов |                             |

Итого: 8 хет-триков, 1 пента-трик:
- «Зенит» — 8 (Премьер-лига — 4, Кубок России — 2, Лига Европы УЕФА — 2)
- сборная России — 1

## Факты
В 2013 году не мог забить гол в течение 1524 минут игрового времени (8 месяцев 19 дней 2 часа 18 минут). В результате появился мем «пока Кержаков не забивал».
На чемпионате Европы 2012 обновил ряд антирекордов:
- 7 неточных ударов по воротам подряд за один матч[91][92].
- 11 неточных ударов по воротам подряд на одном чемпионате[91][92].